# Automeris montezuma
Espèce
Automeris montezuma est une espèce de papillons de la famille des Saturniidae.